# Torstensonska kriget
Torstensons krig (norska: Hannibalfeiden) kallas kriget mellan Sverige och Danmark-Norge mellan 1643 och 1645. Kriget anstiftades av Axel Oxenstierna med målsättningen att häva den danska Öresundstullen och göra strategiska landvinningar för att försvåra framtida danska anfall mot Sverige.

## Orsaker
Efter Sveriges segrar i Tyskland under trettioåriga kriget försökte den danske kungen Kristian IV rädda sitt inflytande genom att söka skaffa sig en ställning som fredsmedlare i Tyskland. Med denna befogenhet i sin hand ville han se till att Sverige åtminstone inte skulle vinna något tyskt landområde. Det var ett danskt livsintresse att förhindra detta, för om svenskarna fick fast fot i Tyskland så hade de sedan en utgångspunkt för anfall i Danmarks rygg. Kristian hade erbjudit sig att sluta förbund mot Sverige med kejsaren och även med Ryssland och Polen, dock utan resultat. De svenska statsmännen var medvetna om de danska intrigerna, och Axel Oxenstierna lade inga band på sin harm över Kristians försök att "klå oss under näsan och fresta, om tänderna sutte löse".
Danmark kontrollerade passagen genom det strategiska Öresund och avkrävde tull för alla passerande handelsfartyg. Detta påverkade svensk utrikeshandel i hög grad. Dessutom oroade sig svenskarna för att de tullintäkter som Danmark erhöll skulle kunna komma att användas i krigföringen mot Sverige. Krigstillstånd rådde inte vid tillfället.
Efter de bittra striderna i Kalmarkriget och det dyrbara Älvsborgs lösen insåg man från svenskt håll att det strategiska läget på västkusten var alldeles för utsatt. Danmark hade i princip omringat Sverige. Endast Älvsborg förband landet med västerhavet. Två gånger tidigare hade Danmark utnyttjat de knivliknande landområdena Halland och Bohuslän för att inta Älvsborg och härja i Västergötland och Småland. Gotland var danskt, och även Jämtland och Härjedalen var danska utposter som kunde användas som baser för anfall mot Dalarna.
Tack vare upprustningen och det franska finansiella stödet för deltagandet i det alltjämt pågående trettioåriga kriget hade Sverige en stark armé och flotta; Danmark var däremot försvagat efter misslyckanden i samma krig. Tillfället var alltså idealiskt för ett angrepp mot Danmark.
Till alla dessa brandämnen kom svenskarnas harm över den roll Kristian spelade i änkedrottningens Maria Eleonoras skandalösa flykt ur landet.

## Kriget
Den svenska krigsplanen gick ut på att ockupera Danmark och Skånelanden; Norge berördes inte av planen. Den svenske fältmarskalken Lennart Torstenson skulle dra sin armé ur striderna mot de kejserliga trupperna i Tyskland och anfalla norrut upp genom Jylland. Fältmarskalk Gustav Horn skulle samtidigt anfalla söderut från Sverige och inta Skåne från Småland. När områdena hade tagits skulle härarna marschera över de danska öarna till Köpenhamn.

### Södra fronten
I slutet av september 1643 fick Torstenson sina order, och han avmarscherade omedelbart norrut med c:a 16 000 man. Det lilla fästet Kristianspris utanför Kiel stormades, och snart var Holstein i svenska händer. Nyheten kom som en stor överraskning för Kristian IV, som redan hade svårigheter med den danska adeln. Svenskarna hade inte heller förklarat krig, utan överföll helt enkelt Danmark på flera fronter samtidigt.
Torstensons framfart gick i stort sett obehindrat genom Jylland; i januari 1644 kunde han meddela Oxenstierna att hela Jylland var ockuperat. Men transportmedel till de danska öarna saknades. Danskarna å sin sida rustade kraftigt sin flotta, som i februari lyckas förhindra ett svenskt landstigningsförsök på Fyn.
Horns krig i Skåne hade blivit försenat i väntan på uppgifter från Torstenson. Slutligen gick en här över gränsen vid Markaryd den 24 januari, och tog Helsingborg, Lund och Landskrona, men det starkt befästa Malmö var ointagligt och hindrade Horn från att börja anfallet mot Själland. Samtidigt angreps svenskarna av snapphanarna, som blev ett stort problem för Horn. Ett motanfall mot den nyanlagda staden Göteborg leddes av Kristian IV, men de svaga danska styrkorna räckte inte för att ta staden.
Med Torstenson i Jylland utan sjötransport och Horn i Skåne med Malmö i ryggen hade kriget nått ett dödläge. Den svenska flottan löpte nu till sjöss, och förväntades förinta den danska och på så sätt föra kriget till en svensk seger. Flottorna möttes i slaget vid Kolberger Heide. Efter en hård strid lyckades den danska flottan hålla den svenska ifrån sig och dra sig undan. Som en följd av de efterföljande flottrörelserna lyckades den danska flottan stänga in svenskarna i Kielfjorden i en månad.
I mitten av juli tågade den kejserlige fältherren Matthias Gallas norrut mot Danmark. Torstenson marscherade söderut för att locka honom till strid, men misslyckades och Gallas vände tillbaka till Tyskland. Kristian IV utnyttjade denna manöver för att påbörja en dansk offensiv i Skåne. 6 000 man skeppades över till Malmö, och drev Horn ut ur Skåne.
När krigslyckan nu verkade ha vänt till danskarnas favör på land lyckades svenskarna förena den från Kiel utbrutna huvudflottan med en flotta inlejd från Nederländerna som efter en äventyrlig resa tagit sig förbi de danska försvararna och nått Östersjön. Den samlade svenska flottan gick sedan ut från Dalarö respektive Kalmar mot de danska öarna. Den 11 oktober fick flottan kontakt med danskarna, varpå slaget vid Femern inleddes. Sjöslaget slutade med den största sjösegern svenska flottan vunnit över danskarna. Förlusten av den danska flottan, som var den starkaste delen av Danmarks militärmakt, fick Kristian IV att tvivla på en seger över Sverige, och tvingade honom att dra tillbaka den skånska armén till danska öarna; endast Malmö lämnades försvarat.
1645 försökte danskarna anfalla de svenska styrkorna i Holstein, men de senare hade blivit förstärkta och gick själva till angrepp. Slutligen var även Bremen ockuperat av svenskarna under Hans Christoff Königsmarck. I Skåne lämnade Horn vinterlägret och ockuperade Blekinge, för att sedan påbörja en belägring av Malmö tillsammans med svenska flottan. Samma vår försökte Danmark återigen att ta Göteborg, men amiral Ove Gjeddes 16 skepp kunde inte betvinga de 13 försvarande skeppen under amiral Anckarhjelm.
Den svenska flottan hade efter många strapatser och förvecklingar lyckats inleda den fullständiga inneslutningen av Malmö den 11 augusti tillsammans med Horns armé. Samma dag kom budet om fredsförhandlingarna i Brömsebro och att krigshandlingar skulle avbrytas.

### Norra fronten
Henrik Klasson Fleming samlade en styrka i Västernorrland och gick in med 3 000 man i Jämtland och erövrade landskapet, men ockupationen gick inte bra. Danske ståthållaren Hannibal Sehested inledde en motoffensiv som trängde ut svenskarna ur Jämtland, och fortsatte sedan genom Dalsland där Åmål och Vänersborg brandskattades i den så kallade Hannibalsfejden. Den 10 augusti kapitulerade svenskarna i Jämtland, och ett tag hotade Sehested både Göteborg och Stockholm. Långsiktigt hade dock Sehesteds tåg en liten inverkan på kriget i stort.

## Diplomati och fred
Frankrike hade från krigets början verkat för fred. I december 1644 lyckades franska diplomater få fram ett beslut om att fredsförhandlingar skulle inledas i februari 1645. Efter de svenska framgångarna i den första halvan av 1645 skrevs freden i Brömsebro under den 13 augusti.

## Konsekvenser
Efter freden i Brömsebro avträdde Danmark-Norge landskapen Jämtland, Härjedalen, samt öarna Gotland och Ösel till Sverige. Samtidigt fick Sverige Halland i 30 år. Dessutom skulle svenska fartyg få tullfrihet genom Öresund. Landvinningarna gjorde Sveriges gränser mer naturliga och lättförsvarade. De danska landförlusterna gav upphov till en revanschlusta, som skulle bidra till fortsatta konflikter mellan Danmark och Sverige. Socknarna Särna och Idre hade erövrats av ett uppbåd av dalkarlar, och även om de inte nämndes i fredsavtalet kvarstod de under svensk kontroll.

## Slag

### Sjöslag
- Sjöslaget vid Lister Dyb
- Sjöslaget vid Kolberger Heide
- Sjöslaget vid Fehmarn

### Slag till lands
- Slaget vid Kolding
- Slaget på Bysjöns is